# Tristan Evans
Tristan Oliver Vance Evans Third (Hammersmith, 15 de agosto de 1994)  é um instrumentista, compositor, produtor e modelo britânico mais conhecido por ser baterista na banda pop britânica The Vamps.

## Biografia e carreira musical

### Vida pessoal
Tristan nasceu em Hammersmith, Londres e se mudou para Devon, Exeter com sua família ainda novo. Sua mãe se chama Carolyn Evans e ele tem uma irmã caçula chamada Millie e um irmão mais velho chamado James. Tristan começou a tocar bateria aos 7 anos de idade e chegou a ganhar o prêmio de Jovem baterista do ano em 2010.

### The Vamps
Em janeiro de 2012, James McVey e Brad Simpson, que estavam começando a formar a banda The Vamps, encontraram Tristan através de um amigo em comum no Facebook e após verem o vídeo de audição dele para o prêmio de Jovem baterista do ano em 2010 no YouTube, decidiram chamá-lo para ser baterista da banda. Em 02 de agosto do mesmo ano, The Vamps enviou o seu primeiro cover ao YouTube, "Vegas Girl" do cantor britânico Conor Maynard, e conseguiram uma legião de fãs nos meses seguintes. Em novembro, ainda em 2012, The Vamps assinou um contrato com a gravadora Mercury Records e saiu à procura de um baixista, até que encontraram Connor Ball no Facebook. The Vamps lançou dois álbuns de estúdio desde então e lançará o seu terceiro em 2017.

## Carreira de modelo
Em março de 2015, a agência de modelos Storm Models anunciou ter contratado os quatro integrantes da The Vamps. Desde então, a banda já foi capa de revistas como Fabulous Magazine, Notion Magazine e 1883 Magazine.

## Produção e Composição
Evans ajudou a co-escrever a maioria das músicas da The Vamps e ocasionalmente produz algumas faixas, covers e faz remixes da mesma. Ele também co-escreveu a canção "Shine Like Gold" para o cantor irlandês Ronan Keating e produz músicas para a banda americana The Tide.

### Créditos como compositor
| Título                           | Artista                                                           | Álbum                                                                             | Ano  | Notas         |
| -------------------------------- | ----------------------------------------------------------------- | --------------------------------------------------------------------------------- | ---- | ------------- |
| "All Night"                      | The Vamps e Matoma                                                | Night & Day                                                                       | 2016 | Co-compositor |
| "Another World"                  | The Vamps                                                         | Meet the Vamps                                                                    | 2014 | Co-compositor |
| "Be With You"                    | The Vamps                                                         | Wake Up                                                                           | 2015 | Co-compositor |
| "Beliya"                         | Vishal-Shekhar (com participação de The Vamps)                    | Beliya (single)                                                                   | 2016 | Co-compositor |
| "Boy Without A Car"              | The Vamps                                                         | Wake Up                                                                           | 2015 | Co-compositor |
| "Burn"                           | The Vamps                                                         | Wake Up                                                                           | 2015 | Co-compositor |
| "Cheater"                        | The Vamps                                                         | Wake Up                                                                           | 2015 | Co-compositor |
| "Coming Home"                    | The Vamps                                                         | Wake Up (Edição deluxe)                                                           | 2015 | Co-compositor |
| "Dangerous"                      | The Vamps                                                         | Meet the Vamps                                                                    | 2014 | Co-compositor |
| "Fall"                           | The Vamps                                                         | Meet the Vamps (Edição deluxe)                                                    | 2014 | Co-compositor |
| "Girls On TV"                    | The Vamps                                                         | Meet the Vamps                                                                    | 2014 | Co-compositor |
| "Golden"                         | The Vamps                                                         | Meet the Vamps (Edição deluxe)                                                    | 2014 | Co-compositor |
| "Half Way There"                 | The Vamps                                                         | Wake Up (Edição deluxe)                                                           | 2015 | Co-compositor |
| "High Hopes"                     | The Vamps                                                         | Meet the Vamps                                                                    | 2014 | Co-compositor |
| "Hoping For Snow"                | The Vamps                                                         | Meet the Vamps (Edição de natal)                                                  | 2014 | Co-compositor |
| "Hurricane"                      | The Vamps                                                         | Meet the Vamps (Edição norte-americana) e Oh Cecilia (Breaking My Heart) (single) | 2014 | Co-compositor |
| "I Found A Girl"                 | The Vamps versão solo e single com participação de OMI            | Wake Up (versão solo)                                                             | 2015 | Co-compositor |
| "Lovestruck"                     | The Vamps                                                         | Meet the Vamps                                                                    | 2014 | Co-compositor |
| "Million Words"                  | The Vamps                                                         | Wake Up                                                                           | 2015 | Co-compositor |
| "Oh Cecilia (Breaking My Heart)" | The Vamps (versão solo e single com participação de Shawn Mendes) | Meet the Vamps                                                                    | 2014 | Co-compositor |
| "On The Floor"                   | The Vamps                                                         | Meet the Vamps (Edição deluxe)                                                    | 2014 | Co-compositor |
| "Peace of Mind"                  | The Vamps                                                         | Wake Up (Edição deluxe)                                                           | 2015 | Co-compositor |
| "Risk It All"                    | The Vamps                                                         | Meet the Vamps                                                                    | 2014 | Co-compositor |
| "Runaway"                        | The Vamps                                                         | Wake Up Edição deluxe                                                             | 2015 | Co-compositor |
| "She Was The One"                | The Vamps                                                         | Meet the Vamps                                                                    | 2014 | Co-compositor |
| "Shine Like Gold"                | Ronan Keating                                                     | Time of My Life                                                                   | 2016 | Co-compositor |
| "Shout About It"                 | The Vamps                                                         | Meet the Vamps                                                                    | 2014 | Co-compositor |
| "Sleighing in The Snow"          | The Vamps                                                         | Meet the Vamps (Edição de natal)                                                  | 2014 | Co-compositor |
| "Stay Here"                      | The Vamps                                                         | Wake Up (EP)                                                                      | 2015 | Co-compositor |
| "Stolen Moments"                 | The Vamps                                                         | Wake Up                                                                           | 2015 | Co-compositor |
| "Wild Heart"                     | The Vamps                                                         | Meet the Vamps                                                                    | 2014 | Co-compositor |
| "Windmills"                      | The Vamps                                                         | Wake Up                                                                           | 2015 | Co-compositor |
| "Words (Don't Mean A Thing)"     | The Vamps                                                         | Wake Up (Edição japonesa) e I Found A Girl (CD1)                                  | 2015 | Co-compositor |
| "Worry"                          | The Vamps                                                         | Wake Up (Edição deluxe)                                                           | 2015 | Co-compositor |
| "Written Off"                    | The Vamps                                                         | Wake Up (Edição deluxe)                                                           | 2015 | Co-compositor |

### Créditos como produtor
| Título        | Artista            | Álbum                   | Ano  | Notas       |
| ------------- | ------------------ | ----------------------- | ---- | ----------- |
| "All Night"   | The Vamps & Matoma | TBA                     | 2016 | Co-produtor |
| "Coming Home" | The Vamps          | Wake Up (Edição deluxe) | 2015 |             |
| "Dangerous"   | The Vamps          | Meet the Vamps          | 2014 | Co-produtor |

### Remixes
| Ano  | Título                                | Artista   | Álbum                     |
| ---- | ------------------------------------- | --------- | ------------------------- |
| 2014 | "Last Night" (Tristan Animal Remix)   | The Vamps | Last Night (single remix) |
| 2014 | "Wild Heart" (Tristan Animal Version) | The Vamps | Wild Heart (single remix) |

## Prêmios e indicações
| Ano  | Premiação                 | Categoria              | Resultado |
| ---- | ------------------------- | ---------------------- | --------- |
| 2010 | Young Drummer of the Year | Jovem baterista do ano | Venceu    |
| 2015 | Music Radar Awards        | Melhor baterista novo  | Indicado  |